# 샌디 플루거
헬렌 샌디 플루거(영어: Helen Sandy Pflueger, 1954년 4월 14일 ~ )는 미국의 승마 선수이다. 그녀는 이벤트와 마장마술에서 모두 성공적으로 경쟁했으며, 1981년 배드민턴 경마 대회에서 준우승을 차지했으며, 1984년 로스앤젤레스 올림픽에서 미국 마장마술 팀에 참가했다. 그녀는 1998년 로마 세계 승마 대회와 2006년 아헨 대회와 1998년 아른하임 유럽 선수권 대회에 영국 국기를 달고 참가했다.
그녀는 카우아이의 지주, 자동차 딜러, 자선가이자 자수성가한 백만장자인 낸시와 제임스 플루거의 딸이다. 샌디 플루거는 1997년 2월 1일 영국의 올림픽 선수이자 아메리칸 이벤팅 팀의 코치인 마크 필립스 선장과 결혼했는데, 그의 첫 번째 부인은 엘리자베스 2세 여왕의 딸인 앤 공주였다. 플루거는 남편과 함께 마장마를 입고 미국 이벤팅 팀의 코치를 맡았다. 이 부부는 딸 스테파니(1997년 10월 2일생)와 함께 영국에서 살았다.
2006년 3월 14일 폭우로 인해 붕괴되어 7명이 사망한 하와이 칼로코 댐의 공동 소유주는 플루거였다. 작업 중지 명령을 시행하지 않은 지역 당국의 지식으로 무면허 등급 작업이 수행되었다.
필립스 선장이 2012년 5월에 다른 여성인 로렌 하우와 교제한 후 그녀를 떠나 이혼하려 했다는 사실이 밝혀졌다.
승마 스포츠에서 샌디는 마장마술에서 FEI 레벨 3 국제 심사위원, 이벤트에서 FEI 레벨 4 국제 심사위원으로 여전히 활동하고 있다. 그녀는 또한 여러 라이더를 지도하고 전 세계적으로 클리닉을 제공한다. 그녀는 2016년 이벤트링 하계 올림픽에서 심사위원으로 활동했다.